# Saddle Rock
Saddle Rock – wieś w Stanach Zjednoczonych, w stanie Nowy Jork, w hrabstwie Nassau.